# Buddy Van Horn
Wayne "Buddy" Van Horn, född 20 augusti 1928 i Los Angeles, död 11 maj 2021 i Los Angeles, var en amerikansk stuntman, stuntkoordinator och filmregissör. Han var bland annat "stunt-dubbel" för Clint Eastwood i många år och han regisserade tre filmer med denne i huvudrollen: Pink Cadillac, Nu fightas vi igen och Dödsspelet.